# Asclepias glaucescens
Asclepias glaucescens är en oleanderväxtart som beskrevs av Carl Sigismund Kunth. Asclepias glaucescens ingår i släktet sidenörter, och familjen oleanderväxter. Inga underarter finns listade i Catalogue of Life.